# Altstoff Recycling Austria
Die Altstoff Recycling Austria (ARA) ist ein österreichisches Sammel- und Verwertungsunternehmen für Verpackungen, die im Eigentum nationaler Unternehmen steht. Die Eigentümer, die auch gleichzeitig Kunden sind, haben die ARA 1993 als Non-Profit-Organisation gegründet. Über die eigene Tarifgestaltung fließen Einsparungen an die Kunden zurück.
Die ARA führt mehr als 90 % der gesammelten Verpackungen der Verwertung in Österreich zu und bietet auf diesem Weg der heimischen Industrie einen geschlossenen Rohstoffkreislauf. Die ARA übernimmt Verantwortung für Österreichs Umwelt, hat sich freiwillig zu ethischem Verhalten verpflichtet und ist Mitglied der ARGE proEthik.
Die ARA Gruppe setzt sich aus ARA, ARAplus, ARES, Austria Glas Recycling, ERA, NetMan, Ökobox, DiGiDo sowie der Initiative „Reinwerfen statt Wegwerfen“ zusammen.
Die ARA steht – wie alle Sammel- und Verwertungssysteme – unter behördlicher Aufsicht des Bundesministerium für Land- und Forstwirtschaft, Umwelt und Wasserwirtschaft (BMLFUW, Lebensministerium). Sie vertritt in Österreich das System Grüner Punkt (hier: Der Punkt).

## Geschichte und Organisation
Gegründet wurde die Altstoff Recycling Austria 1993 von der österreichischen Wirtschaft, die durch die Verpackungsverordnung (VVO) verpflichtet worden war, für die Erfassung und Verwertung sämtlicher in Verkehr gesetzter Verpackungen Sorge zu tragen. Rechtsgrundlage dafür ist das Abfallwirtschaftsgesetz (AWG). Die Verpackungsverordnung konkretisiert die Pflichten für die Hersteller, Importeure, Abpacker, Abfüller und Vertreiber von Verpackungen sowie für Sammel- und Verwertungssysteme, etwa durch Festlegung von Zielen für die Erfassung und die stoffliche Verwertung.
Die ARA ist das gemäß § 29 AWG per Bescheid genehmigte Sammel- und Verwertungssystem für im Haushalts- und Gewerbebereich anfallende Packstoffe aus Kunststoff, Holz, textilen Faserstoffen, Keramik, biogenen Packstoffen und Metall, Papier, Karton, Pappe und Wellpappe sowie Materialverbunden. Für Glasverpackungen ist die Austria Glas Recycling GmbH Systembetreiber gemäß § 29 AWG.
Die ARA AG finanziert die ordnungsgemäße Sammlung, Sortierung und Verwertung gebrauchter Verpackungen aus den Lizenzentgelten ihrer Kunden. Die Lizenztarife werden getrennt für den Haushalts- und Gewerbebereich und für jede Tarifkategorie nach betriebswirtschaftlichen Gesichtspunkten kalkuliert. Sie richten sich im Sinne der Kostenwahrheit nach dem Aufwand, den die einzelnen Packstoffe im Sammel- und Verwertungskreislauf verursachen. Das Lizenzentgelt ist letztlich von der lizenzierten Menge sowie den spezifischen Materialien der lizenzierten Verpackungen abhängig.
Die ARA wird als Aktiengesellschaft privatwirtschaftlich geführt. Hauptaktionär ist der Altstoff Recycling Austria Verein. Mitglied dieses Vereins kann jedes Unternehmen werden, das Verpackungen herstellt, importiert oder verpackte Waren vertreibt. Ausgenommen sind Unternehmen der Entsorgungsbranche. Der Verein besteht aus drei Kurien, um den Ausgleich zwischen den drei Interessengruppen – Verpackungshersteller, Abfüller/Abpacker/Importeure und Handel – zu gewährleisten.
| Jahr | Erfassung in t | Verwertung in t | Lizenz- einnahmen in Mio. € | Lizenz- kosten in € pro t | Sammelbehälter | Mitarbeiter |
| ---- | -------------- | --------------- | --------------------------- | ------------------------- | -------------- | ----------- |
| 2010 | 835.146        | 784.751         | 179,8                       | 146                       | 1.463.750      | 81          |
| 2011 | 834.304        | 782.196         | 158,4                       | 129                       | 1.493.638      | 80          |
| 2012 | 829.607        | 778.240         | 144,2                       | 126                       | 1.540.123      | 82          |
| 2013 | 835.465        | 782.781         | 135,8                       | 126                       | 1.607.817      | 82          |
| 2014 | 844.948        | 805.142         | 132,7                       | 123                       | 1.649.366      | 89          |

Quelle: ARA
Die Kontrolle obliegt einem vom Umweltministerium bestellten Expertengremium, das aus einem Wirtschaftstreuhänder, einem abfallwirtschaftlichen Sachverständigen und einem Rechtsexperten gebildet wird. Diese überwachen die Einhaltung der grundlegenden Leitlinien der ARA und der rechtlichen Rahmenbedingungen.

### ARA Gruppe
ARAplus ist die Servicemarke der ARA Gruppe. Sie bietet das gesamte Dienstleistungsangebot der ARA Gruppe sowie Serviceleistungen rund um die Verpackungsverordnung. Austria Glas Recycling organisiert die Sammlung und Verwertung von Glasverpackungen im ARA System. ERA ist für das Recycling von Elektroaltgeräte und Batterien zuständig. Öko-Box liefert Datenkommunikations- und Informationsmanagementlösungen für die Abfallwirtschaft. Ökobox kümmert sich um die Sammlung von Getränkekartons sowie deren Recycling. Die Initiative „Reinwerfen statt Wegwerfen“ unterstützt im Rahmen einer freiwilligen Selbstverpflichtung Maßnahmen zur Vermeidung bzw. Verringerung von Littering.

## Aufgaben
Die ARA organisiert seit 1993 die Verpackungssammlung aus privaten Haushalten und Betrieben in ganz Österreich, in Zusammenarbeit mit den Gemeinden und Städten, Abfallwirtschaftsverbänden, privaten und kommunalen Entsorgungsunternehmen, regionalen Experten und anderen Organisationen der Mülltrennung.
Die ARA initiierte 2003 den Lehrstuhl für Ressourcenmanagement an der Technischen Universität Wien. Regelmäßige Veranstaltungen (ARA-Lectures) fanden im Center for Sustainable Technology (CST) der TU Wien statt. Die Förderungsinitiative Abfallvermeidung unterstützt betriebliche Investitionen zu dauerhafter Abfallvermeidung. Insgesamt hat die ARA rund 4,5 Millionen Euro in Abfallvermeidung investiert und damit mehr als 350 Projekte im modernen Ressourcenmanagement unterstützt.
Die ARA betreut die Öffentlichkeitsarbeit zur richtigen Verpackungssammlung. Eine Studie der Europäischen Kommission bescheinigt Österreich in 16 von 18 Kategorien die höchste Punktezahl. Im Umweltbericht 2015 der European Environment Agency rangiert Österreich hinsichtlich der Recyclingquote auf dem zweiten Platz hinter Deutschland.
Außerdem arbeitet die ARA seit 1993 mit Abfallberatern zusammen, die die Konsumenten über die getrennte Verpackungssammlung informieren. Die Abfallberater werden von der ARA mitfinanziert. Sie sind im Verband Abfallberatung Österreich (VABÖ) organisiert.

## Publikationen
- trennt – Das Magazin der ARA AG (Ausgabe 01/2022, ara.at)
- Validierte Umwelterklärung 2022 ara.at